# Alessandro Costacurta
Alessandro Costacurta, född 24 april 1966 i Orago, Varese, är en italiensk före detta fotbollsspelare. Han spelade för AC Milan under hela sin karriär, åren 1985–2007, bortsett från ett år då han var utlånad till AC Monza (1986–1987). Han spelade 59 landskamper för Italiens landslag 1991–1998 och gjorde sammanlagt två mål.
I maj 2007 gjorde han sitt blott tredje och sista mål för AC Milan, på straff i en hemmamatch mot Udinese (matchen vanns med 3–2 till Udinese). Han var då 41 år och 25 dagar och blev den äldsta spelaren dittills att göra mål i Serie A. Han slog då Silvio Piolas rekord från 1954. Efter matchen kom resten av laget in på planen med kopior av Costacurtas tröja i hans ära. Åldersrekordet slogs senare av Zlatan Ibrahimovic, också för Milan. Målet han tidigare hade gjort skedde 1991.
Costacurta blev den äldste spelare att någonsin ha spelat i Champions League, då AC Milan förlorade mot AEK Aten med 1–0, 21 november 2006 och han var 40 år och 211 dagar gammal. Det tidigare rekordet innehölls av den belgiske målvakten Dany Verlinden på 40 år och 116 dagar.
Efter att den aktiva karriären tagit slut har han varit tränare för Mantova.